# Вусач-Розалія альпійська

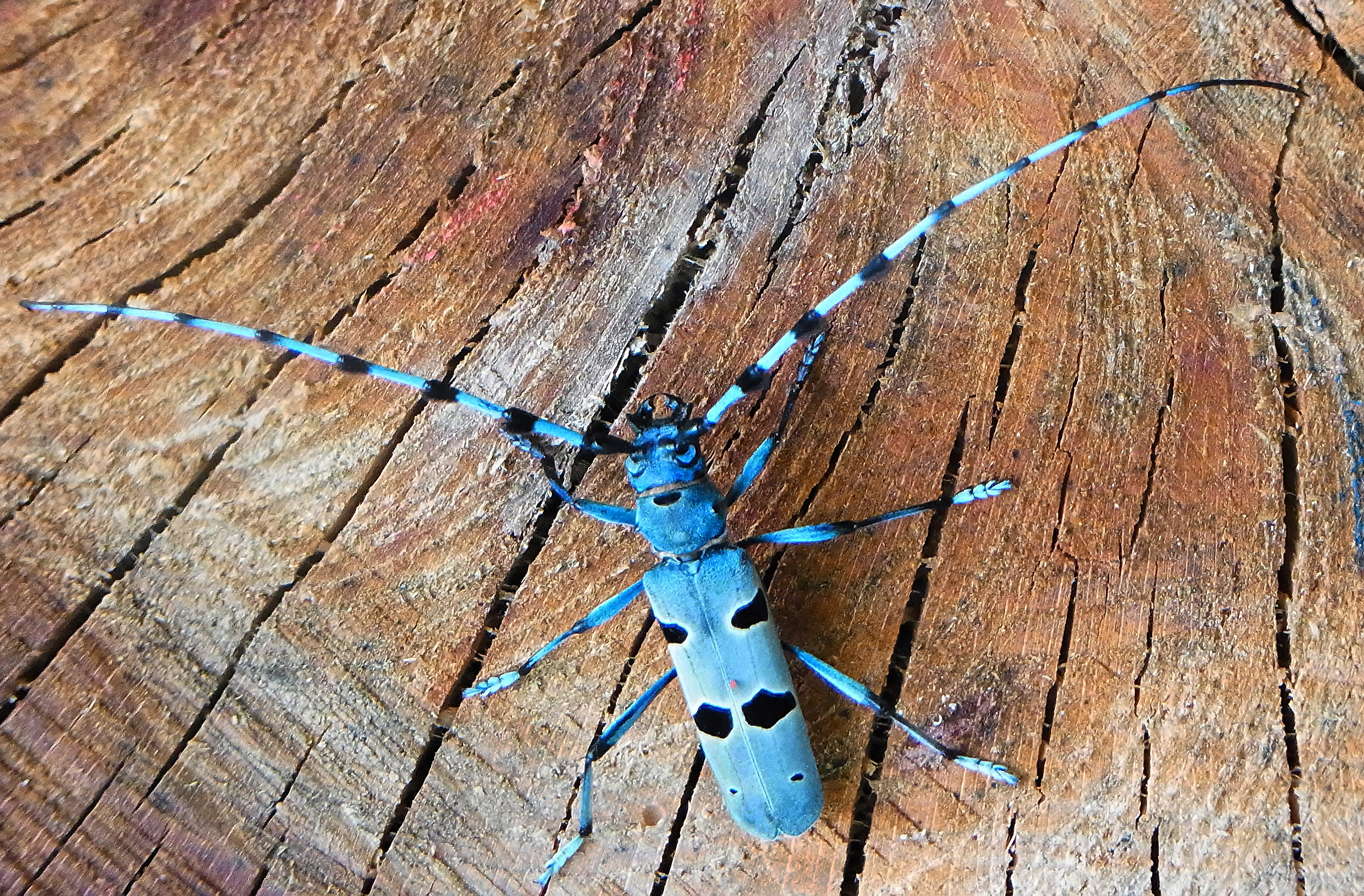

Вуса́ч-Роза́лія альпі́йська, або вуса́ч альпі́йський  (Rosalia alpina) — вид жуків родини вусачів (Cerambycidae). Поширений в Європі і Західній Азії. Раритетний вид, занесений до Червоної книги України та ряду інших природоохоронних документів.

## Опис

### Імаго
У дорослих особин (імаго) вусики на вершині 3—6-го члеників з густими пучками чорних волосків. Передньоспинка поперечна, на боках заокруглена із зачатковим горбиком на бічному краї і по одному горбику з боків диска. У самця можна розрізнити тільки 5 черевних сегментів. Тіло в прилягаючому волосяному покриві сіро-синього кольору. Надкрила з чорними плямами і перев'язями. Довжина тіла становить 20—35 мм.

### Личинка
Передній край лоба личинки гладкий, увігнутий. З кожної сторони голови по два-чотири дрібних вічка. Передній край гіпостому з виїмкою перед ґулою. Верхня губа кругла, з двома поздовжніми боріздками. Мандибули з глибокою поперечною боріздкою. Пронотум з помаранчевими спереду розділеними плямами в основній частині в рідких дрібних поздовжніх боріздках. Ноги з чотирма члениками і добре вираженим кігтиком. Поверхня седньо-, задньогрудей і мозолі черевця вкриті ніжною сіточкоподібною зморшкуватою скульптурою. Мозолі черевця з дорзальної сторони з двома поздовжніми і двома поперечними, а з вентральної — з однією поперечною і до чотирьох поздовжніх боріздок. Дихальця округло-овальні. Довжина дорослої личинки становить 35 мм, а ширина 8 мм.

## Поширення
Розалія альпійська — елемент панєвропейської групи у складі європейського зоогеографічного комплексу. Ареал охоплює всю Європу, Кавказ, частково Туреччину і Північний Іран.
В Українських Карпатах є звичайним на південно-західному макросхилі (Закарпаття), а на північно-східному є дуже рідкісним. 

## Особливості біології
Жук трапляється на стовбурах, гілках та листі дерев, на зрубах у букових лісах. Вид тісно прив'язаний до букових лісових формацій. Дорослі комахи не відвідують квітів.

### Життєвий цикл
Личинка розвивається в деревині листяних порід, проте надає перевагу майже винятково буку. Розвиток триває 2—4 роки.

## Охорона
Раритетний вид комах, занесений до Червоної книги України (охоронна категорія: вразливий вид), а також до Червоного списку МСОП (вразливий вид), Європейського Червоного списку (зникаючий вид), Бернської конвенції (Додаток ІІ: види, що потребують особливої охорони) та Резолюції 6 (види, що потребують спеціальних заходів збереження їхніх оселищ) цієї ж конвенції. Крім того, жук охороняється Директивою Європейського Союзу 92/43/ЄС «Про збереження природних оселищ та видів природної фауни і флори» (Додаток ІІ. Види рослин і тварин, що становлять особливий інтерес для Європейського Союзу, збереження яких потребує створення територій особливої охорони. Додаток IV. Види рослин і тварин, що становлять особливий інтерес для Європейського Союзу, які потребують суворих заходів охорони).